# 플랜트 모듈
플랜트 모듈은 모듈 공법을 활용해 별도의 장소에서 플랜트 건설에 필요한 모듈 형태의 구조물을 만든 후 건설 현장으로 옮겨와 블록처럼 조립, 설치하여 완성하는 건설 기술이다.

## 상세
플랜트 모듈은 공사 현장에서 기후 문제와 같은 불가항력적인 상황이 생길 때 적용된다. 하부 구조물과 상부 철골 구조물 시공의 동시 진행이 가능해, 공사 기간 단축 또는 후행 공정의 스케줄 확보가 가능하다. 또한 현장 인력 밀집도 감소, 현장 인력 손실 최소화, 총공사비 절감 등의 효과가 있다. 통제된 환경에서 구조물 제작이 이뤄지며, 작업 품질 및 현장 안정성이 향상된다. 보수가 필요할 경우 구조물을 해체해 다시 원하는 곳에 설치할 수 있어 기존 콘크리트 건설 방식 대비 탄소배출량이 적다.

## 프로젝트
- 2013년 - 아랍에미리트 사브 해상원유 처리시설

- 2016년 - 쿠웨이트 알주르 LNG 터미널

## 같이 보기
- 현대자동차그룹
- 현대건설
- 현대엔지니어링